# Ипполитов, Евгений Васильевич
Евге́ний Васи́льевич Ипполи́тов (3 июня 1946, Самарканд — 17 января 2005, Москва) — российский государственный, политический и общественный деятель, предприниматель. Являлся генеральным директором АО «Ухтинский нефтеперерабатывающий завод». Мэр Ухты (2001—2005).

## Биография
Евгений Ипполитов родился 3 июня 1946 года в Самарканде Узбекской ССР. Окончил Ленинградский технологический институт имени Ленсовета (ныне Санкт-Петербургский государственный технологический институт). В 1987 году обучался в Академии народного хозяйства в Москве. В 1991 году прошёл обучение в Институте нефти (Франция).
С 1982 года Е. В. Ипполитов работал в Республике Коми. Трудовую деятельность он начал оператором установки термического крекинга производственного объединения «Киришинефтеоргсинтез». Работал в качестве главного инженера. В августе 1986 года стал генерального директора Ухтинского нефтеперерабатывающего завода. С 1 февраля 1994 года был генеральном директором — представителем управляющей нефтяной компании «КомиТЭК». Этот период деятельности Евгения Ипполитова характеризуется постоянным совершенствованием технологических процессов завода по переработке нефти и газового конденсата.
С 1991 по 2001 год являлся представителем «Лукойла» в Софии (дочерняя структура НК «ЛУКОЙЛ» — «ЛУКОЙЛ — Болгария»).
Избирался депутатом органов местного самоуправления, представительных органов местного самоуправления, депутатом Государственного Совета Республики Коми I созыва (1995—1999). С 1995 года являлся членом Комитета по бюджету, налогам и экономической политике Государственного Совета. В феврале 1999 года был избран депутатом Государственного Совета по зваильскому территориальному округу в Ухте. Являлся депутатом городского совета Ухты.
27 июня 2001 года был избран мэром Ухты депутатами совета. В качестве альтернативы ему была выдвинута кандидатура первого заместителя главы администрации Александра Бусырёва. Находился на должности мэра Ухты с июля 2001 по февраль 2002 года.
Последние годы жизни Евгений Ипполитов провёл в Москве, изредка посещая Ухту. Скончался 17 января 2005 года. Похоронен 19 января на Митинском кладбище.
Был женат, имел двоих детей.

## Награды
- Заслуженный работник народного хозяйства Республики Коми (1993);
- Заслуженный химик Российской Федерации (30 августа 1996)[6];

За активное участие в развитии экономики страны награждён международными призами Фонда развития Востока «Золотой Глобус» и «Золотой Меркурий». Получил премию «Признание» в номинации «Руководитель года» в 1-м республиканском конкурсе (1998) «Человек года» за выдающиеся деловые качества и личный успех в руководстве предприятиями.